# شيبان بن عبد العزيز
شيبان بن عبد العزيز اليشكري  شجاع من أمراء الحرورية (فرقة من الخوارج). ولّوه إمارتهم بعد مقتل الضحاك الشيباني. قاتل الخليفة الأموي مروان بن محمد في جهات ماردين، فأرسل إليه مروان جيشاً بقيادة عامر بن ضبارة، فانتصر الأخير، وتراجع شيبان وأصحابه الحرورية إلى البصرة، ثم لجأ إلى عمان، وفيها قُتل سنة 134 هـ.

## حياتة
كان شيبان بن عبد العزيز اليشكري من رؤساء الخوارج  وقد خرج على الدولة الاموية ايام مروان بن محمد اخر خلفاء بني امية ودارت بين الفريقين حروب طويلة ومطاردات مستمره حتى انتهى الامر بشيبان واصحابة في جزيره ابن كاوان ولما الت السلطه الئ بني العباس تخوف شيبان من الخليفة  العباسي ابو العباس السفاح وخشي ان يكون محصورا في الجزيرة فجاء الئ عمان في موقف دفاعي قوي بحكم طبيعة المنطقة الجبلية وكان مجيئه سنة134هجري فأخرج اليه الامام الجلندي بن مسعود المعولي جيشا بقيادة يحيئ بن نجيح وهلال بن عطية الخراساني فتقابل الامام مع شيبان واصحابه في معركه جلفار الاولئ فاقتتلوا وكان شيبان اول قتيل من اصحابه ثم حمل جيش الامام علئ اصحاب شيبان فهزموهم ولم تبق منهم بقية في عمان وهكذا تم القضاء علئ الصفريه علئ ايدي العمانين ثم وقعت حرب جلفار الثانية وقعت بين الدوله العباسيه والامام الجلندي وقتل امام بسبب عدم موافقته علئ الخضوع لدوله العباسية والدعوه للخليفة وتسليم سيف وخاتم شيبان اليشكري 
- د.عبد السلام الترمانيني، " أحداث التاريخ الإسلامي بترتيب السنين: الجزء الأول من سنة 1 هـ إلى سنة 250 هـ"، المجلد الثاني (من سنة 132 هـ إلى سنة 250 هـ) دار طلاس ، دمشق.

1. ↑  تحفة الأعيان بسيرة أهل عُمان (جزاءان).